# Estación Peñuelas
Peñuelas fue una estación de ferrocarril que se hallaba dentro de la comuna de Coquimbo, en la región homónima de Chile. Fue parte del Longitudinal Norte y actualmente se encuentra inactiva, aun cuando las vías siguen siendo utilizadas para el transporte de carga por parte de Ferronor y la Compañía Minera del Pacífico.

## Historia
No existe certeza sobre la fecha exacta de apertura de la estación, sin embargo la vía sobre la cual se sitúa es la misma que era utilizada por el ferrocarril que unía Coquimbo con La Serena y que fue inaugurada el 21 de abril de 1862. Enrique Espinoza no consigna la estación en 1897, sin embargo ya en 1910 José Olayo López y en 1916 Santiago Marín Vicuña la incluyen en sus listados de estaciones ferroviarias. Olayo López señala que la estación se encontraba a 4,1 metros de altura sobre el nivel del mar.
A 500 metros al norte de la estación estaba ubicado un puente, denominado Valparaíso, que tenía una longitud de 8 metros; posteriormente sería denominado simplemente como Paraíso. En 1940 parte de los terrenos de la estación fueron vendidos para realizar una rectificación del camino que une Coquimbo con La Serena y que corre paralelo a la vía férrea. En 1938 se había iniciado la construcción de un nuevo edificio para la estación, y como parte de las obras del Plan Serena, a fines de los años 1940 e inicios de los años 1950, se finalizaron dichas obras.
La estación dejó de prestar servicios cuando fue suprimida el 1 de junio de 1961, quedando solamente como un paradero sin personal; cuando el Longitudinal Norte suspendió el transporte de pasajeros en junio de 1975 la estación ya no se encontraba operativa. El edificio que albergaba a la estación actualmente se encuentra semiabandonado y convertido en locales comerciales.